# T-online
T-online (zapis stylizowany: t-online, wcześniej T-Online) – niemiecki portal internetowy, w ostatnich latach jedna z najpopularniejszych witryn informacyjnych w Niemczech. Serwis był notowany w rankingu Alexa na miejscu 35 (kwiecień 2022)

## Charakterystyka
Portal istnieje od 1995 roku, stworzony został przez Deutsche Telekom jako Bildschirmtext (Btx). Usługa o tej nazwie była świadczona przez Deutsche Post w zachodnich Niemczech od lat 80. XX wieku i polegała na informacji tekstowej wyświetlanej na ekranie telewizora po wykonaniu połączenia telefonicznego. W ramach Btx wyświetlano podstawowe informacje jak rozkład jazdy autobusów, pociągów czy prognozę pogody. W latach 90. przekształciła się w bramkę dostępową dla klientów Deutsche Telekom do samodzielnej obsługi usług telekomunikacyjnych oferowanych przez firmę. Na początku XX wieku powstał portal internetowy a oferte informacyjną poszerzono o treści zewnętrzne, które ostatecznie przekształcono w agregator informacji politycznych, gospodarczych i społecznych pochodzących z agencji prasowych, głównie DPA, AFP i AP, prognozę pogody i wyniki meczów Bundesligi. Obecnie T-online posiada też własnych dziennikarzy w dwóch redakcjach w Niemczech, zamawia również teksty u autorów zewnętrznych na zasadach tradycyjnych redakcji prasowych. Według SimilarWeb, T-online jest jednym z największych niemieckich portali informacyjnych pod względem odwiedzin. Od stycznia do marca 2022 roku był na drugim miejscu po portalu tabloidu Bild, wcześniej T-online wielokrotnie znajdował się na pierwszej pozycji. Portal jest własnością firmy reklamy zewnętrznej Ströer. Deutsche Telekom sprzedał T–online Ströerowi w połowie 2015 roku wraz z agencją interaktywną którą prowadził. Reuters informował wówczas, że Deutsche Telekom negocjował wcześniej z koncernem medialnym Axel Sprigner w sprawie sprzedaży portalu. W ostatnich latach T–online znany jest z wdrażania nowoczesnych rozwiązań dostępu do informacji. Jako pierwszy w Niemczech udostępnił w redakcji edytor służący do wprowadzania informacji wygłaszanych następnie w domach użytkowników na  urządzeniach obsługiwanych głosem takich jak Amazon Alexa czy Google Home. Wcześniej T-online jako pierwszy wykorzystał urządzenia Out-of-home-Displays – wielkoformatowe telebimy Ströera obslugiwane przez redakcje do publikacji informacji pomiędzy reklamami. Telebimy reklamowo–informacyjne Ströer montuje na ulicach największych miast w Niemczech. Od początku istnienia T-online oferuje usługę poczty elektronicznej dla klientów T–Mobile i służy jako centrum obsługi klientów Deutsche Telekom. Wszystkie te usługi Ströer zachował po zakupie portalu od Deutsche Telekom. Zespół redakcyjny T-online pracuje w Berlinie i we Frankfurcie nad Menem.